# Diplectrum labarum
Diplectrum labarum là một loài cá biển thuộc chi Diplectrum trong họ Cá mú. Loài này được mô tả lần đầu tiên vào năm 1974.

## Phân bố và môi trường sống
D. labarum có phạm vi phân bố rộng rãi ở Đông Thái Bình Dương. Loài này được tìm thấy từ phía nam bán đảo Baja California và vịnh California, dọc theo bờ biển Trung Mỹ và Nam Mỹ đến miền bắc Peru. D. labarum sống xung quanh các rạn san hô ở vùng đáy cát mềm hoặc bùn, độ sâu khoảng từ 14 đến 160 m.

## Mô tả
D. labarum trưởng thành có chiều dài cơ thể lớn nhất được ghi nhận là 20 cm. Đầu và thân có màu xám nâu, bụng màu trắng bạc. Thân có 5 - 6 vạch màu sẫm. Vây lưng có các hàng sọc màu cam; gai màu đen. Vây đuôi xẻ thùy, có các sọc màu cam; đốm đen lớn trên gốc vây đuôi; tia trên và dưới màu đỏ. Có các đốm đen nhỏ và trắng xen kẽ dọc theo gốc đuôi.
Số gai ở vây lưng: 10; Số tia vây mềm ở vây lưng: 12 - 13; Số gai ở vây hậu môn: 3; Số tia vây mềm ở vây hậu môn: 6 - 8; Số tia vây mềm ở vây ngực: 14 - 16; Số vảy đường bên: 47 - 49; Số lược mang: 22 - 24.